# Wissous
Wissous é uma comuna francesa localizada a cerca de quatorze quilômetros ao sudoeste de Paris, no departamento de Essonne na região da Ilha de França. A comuna está situada na fronteira com os Altos do Sena e o Vale do Marne.
Seus habitantes são chamados Wissoussiens.

## Geografia

### Situação

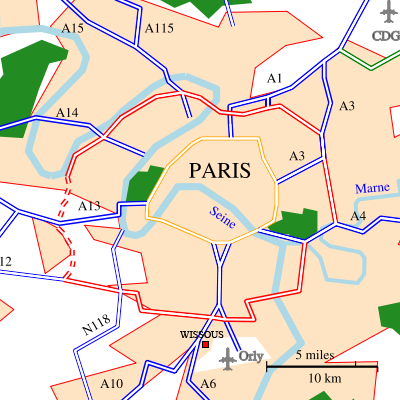
Localização de Wissous ao sul de Paris.

Localizada a cerca de quatorze quilômetros ao sul de Paris no planalto de Longboyau, em plena aglomeração parisiense, Wissous é contígua a três departamentos: ela é de fato limítrofe de Fresnes e Rungis (departamento de Val-de-Marne) ao norte, Antony (departamento de Altos do Sena) e Massy a oeste, de Chilly-Mazarin e Morangis ao sul e de Paray-Vieille-Poste a leste (estes últimos sendo localizados no departamento de Essonne). A comuna ocupa uma área de 9,11 km quadrados, aproximadamente, entre a autoroute A6 , a oeste, a Linha C do RER e Orlyval ao norte e o Aeroporto de Paris-Orly — o segundo aeroporto de Paris — para o leste e o sul. O Instituto nacional de informação geográfica e florestal dá as coordenadas geográficas 48°44'12" N e 02°19'39" E no ponto central de seu território.

### Comunas vizinhas
Wissous está localizada ao sudeste de Antony, subprefeitura do departamento dos Altos do Sena, e a separação entre as duas comunas é principalmente marcada pela autoroute A6 mais que passam por várias pontes. Wissous está ao sul-sudeste de Fresnes e ao sudoeste de Rungis, comunas do Vale do Marne, que, respectivamente, estão ligadas pelo chemin de Fresnes e a route de Montjean, que passam abaixo da linha C do RER.
Wissous está localizada a leste de Massy, comuna de Essonne, com a qual compartilha uma zona de atividades comerciais localizada no final das pistas do Aeroporto de Paris-Orly entre as autoestradas A6 e A10. Toda a parte sul-sudeste é ocupada pelo aeroporto cujas pistas estão cercados pela estrada départementale 167a. No entanto, ao sudoeste de Wissous se encontram Chilly-Mazarin, ao sul Morangis e ao sudeste Paray-Vieille-Poste.

### Transportes

#### Rede ferroviária

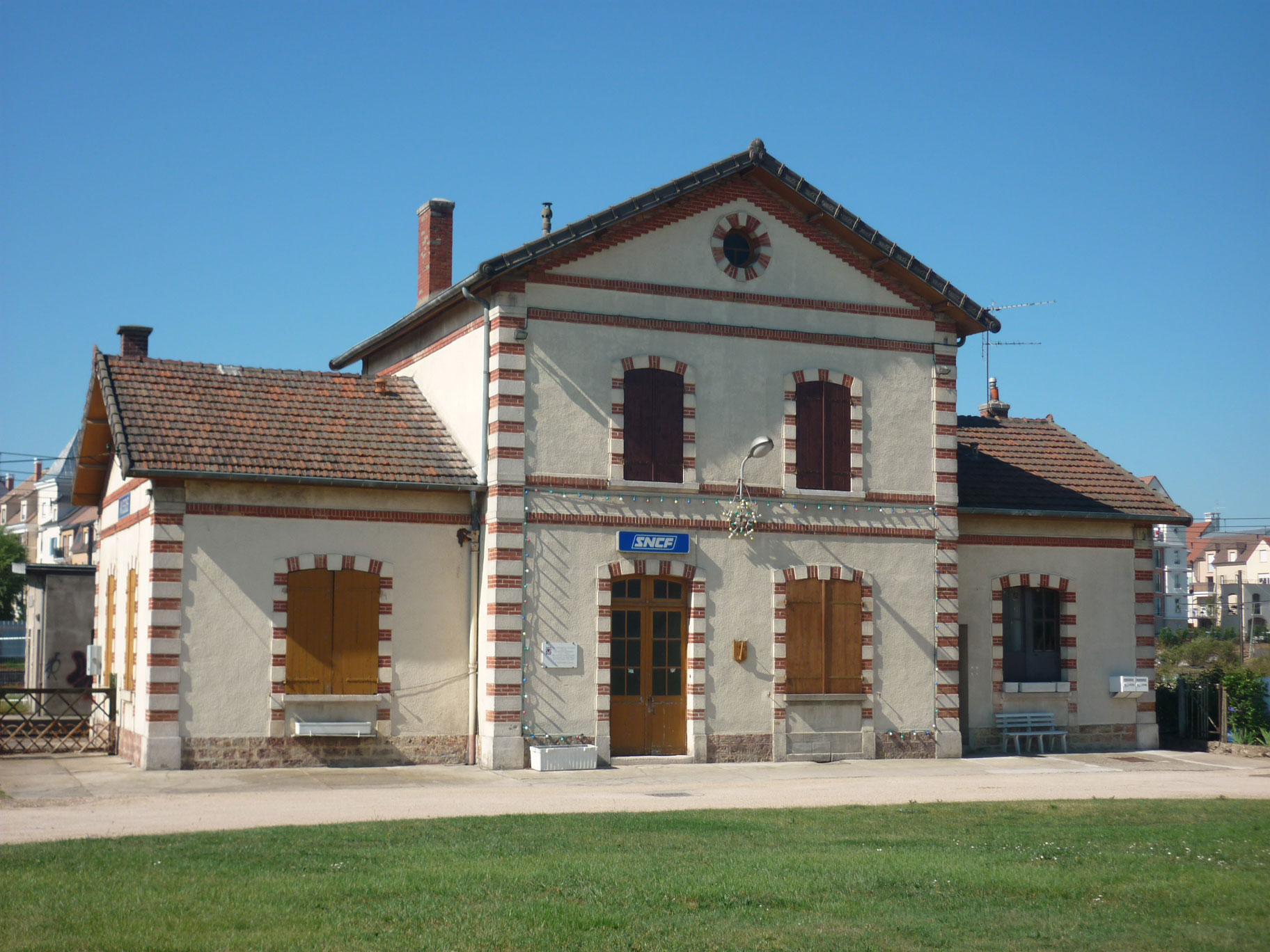
Antiga estação de Wissous, na Grande ceinture stratégique...

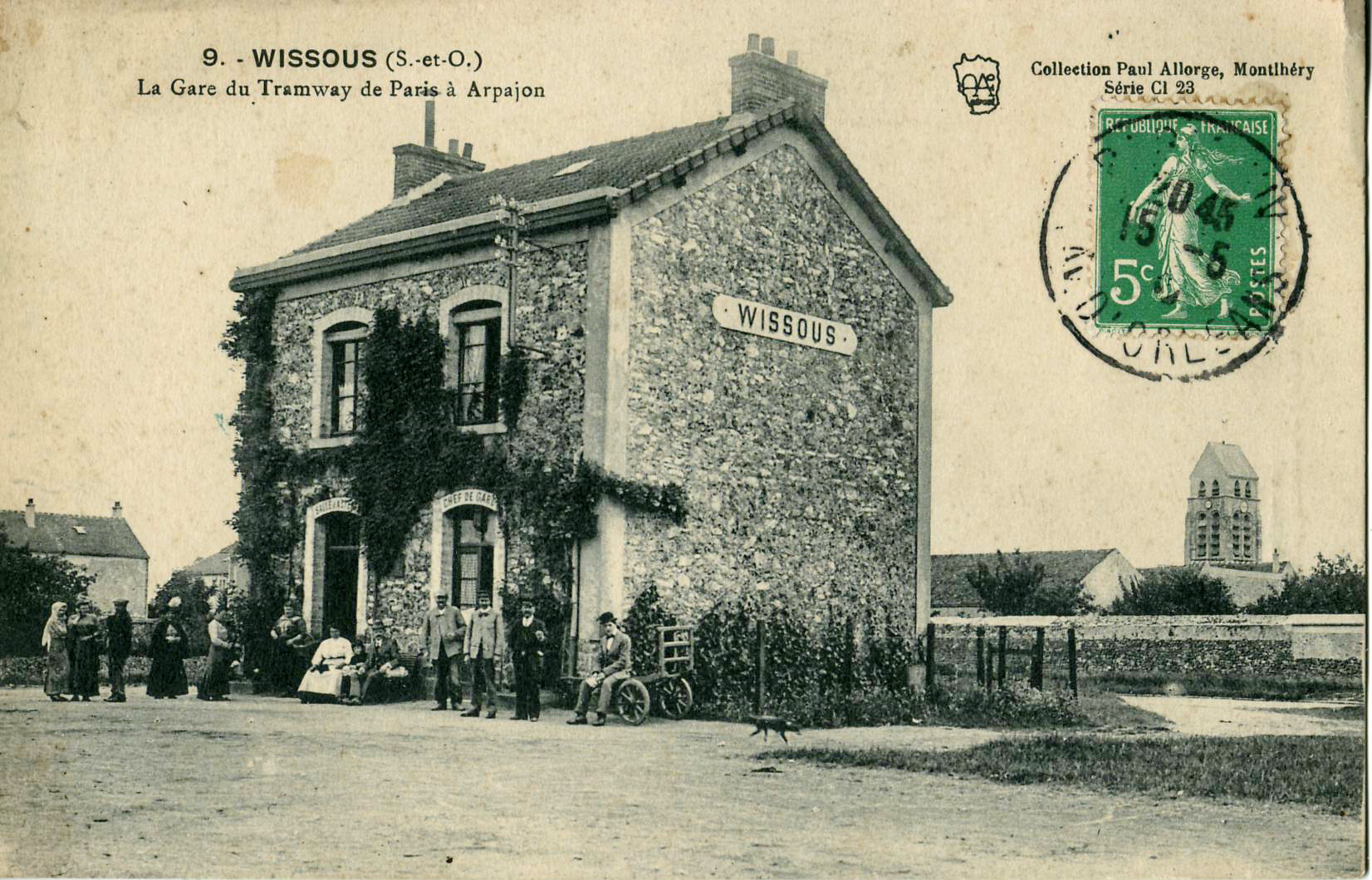
... e a estação do Arpajonnais, linha de bondes a vapor, que ligavam Arpajon e Marcoussis a Paris de 1893 a 1936.

A cidade não tem uma estação de trem funcional depois do fechamento do Arpajonnais, uma linha ferroviária secundária que a ligava a Paris, e da supressão efetiva de sua parada na linha de Choisy-le-Roi a Massy - Verrières (ou Grande ceinture stratégique). O edifício, foi ativo entre 1893 e 1936. Ele está agora em desuso, apesar da vontade municipal de reabrir. Na verdade, a linha C do RER (Estação de Massy - Palaiseau - Estação de Pontoise) passa ao norte de Wissous, na faixa adjacente à antiga estação de trem. A estação de propriedade da SNCF, está atualmente desocupada e não tem nenhuma atividade. A comuna deseja adquiri-la. Wissous está a meio caminho entre a estação de Rungis - La Fraternelle ao nordeste e a estação de Le Chemin d'Antony ao noroeste. A linha 7 do tramway d'Île-de-France liga a estação de metro Villejuif - Louis Aragon à cidade de Athis-Mons, passando perto da comuna, incluindo a estação de trem de Rungis - La Fraternelle. A linha 18 do Metrô de Paris, cuja abertura está prevista para 2023 passará pelo território de Wissous entre as estações de Antonypôle e do aeroporto de Orly, sem no entanto aí parar.
O projeto de linha de alta velocidade LGV Interconnexion Sud está planejado para ser desenvolvida perto da cidade.

#### Rede de estradas
Uma rampa de acesso para a autoestrada A6 ("a autoroute du Soleil") foi um projeto da comunidade de aglomeração em 2007 para melhorar o acesso às suas áreas industriais, mas o projeto foi abandonado em 2009-2010. Apenas uma saída de serviço existe. A autoroute A10 ("L’Aquitaine") tem em sua extremidade norte, no Wissous, depois um intercâmbio com a A6. A autoroute A86 (super-périphérique) passa ao norte de Rungis. A rota départementale 167a ao longo das pistas do aeroporto ao nível de Wissous. A antiga route nationale 20 e agora route départementale 920, ligando Paris a Orleans via Toulouse e depois a fronteira entre a Espanha e a França, passa a oeste da comuna.

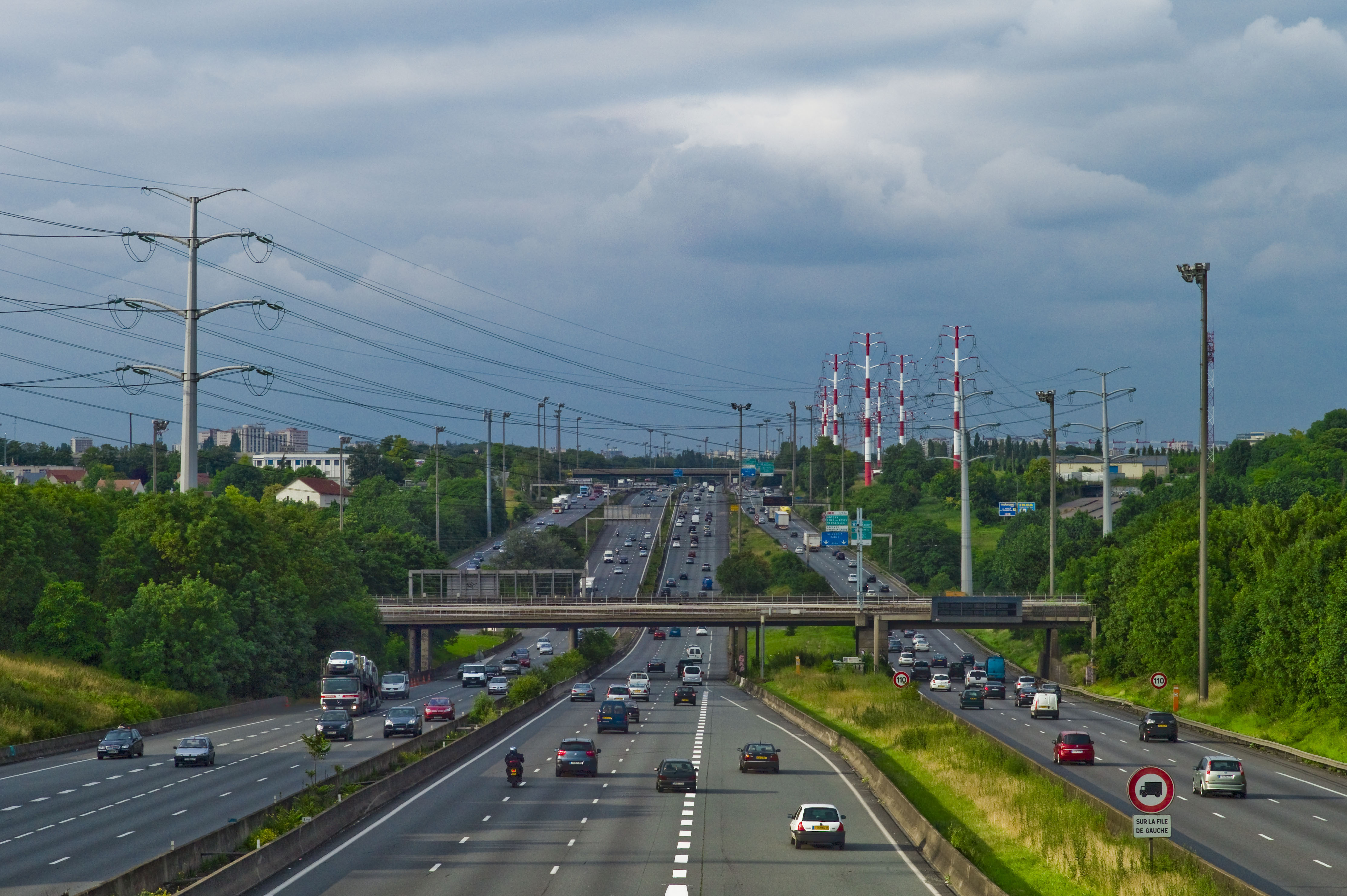
A autoroute A6.
Mapa da autoroute A10.
Mapa da autoroute A6.
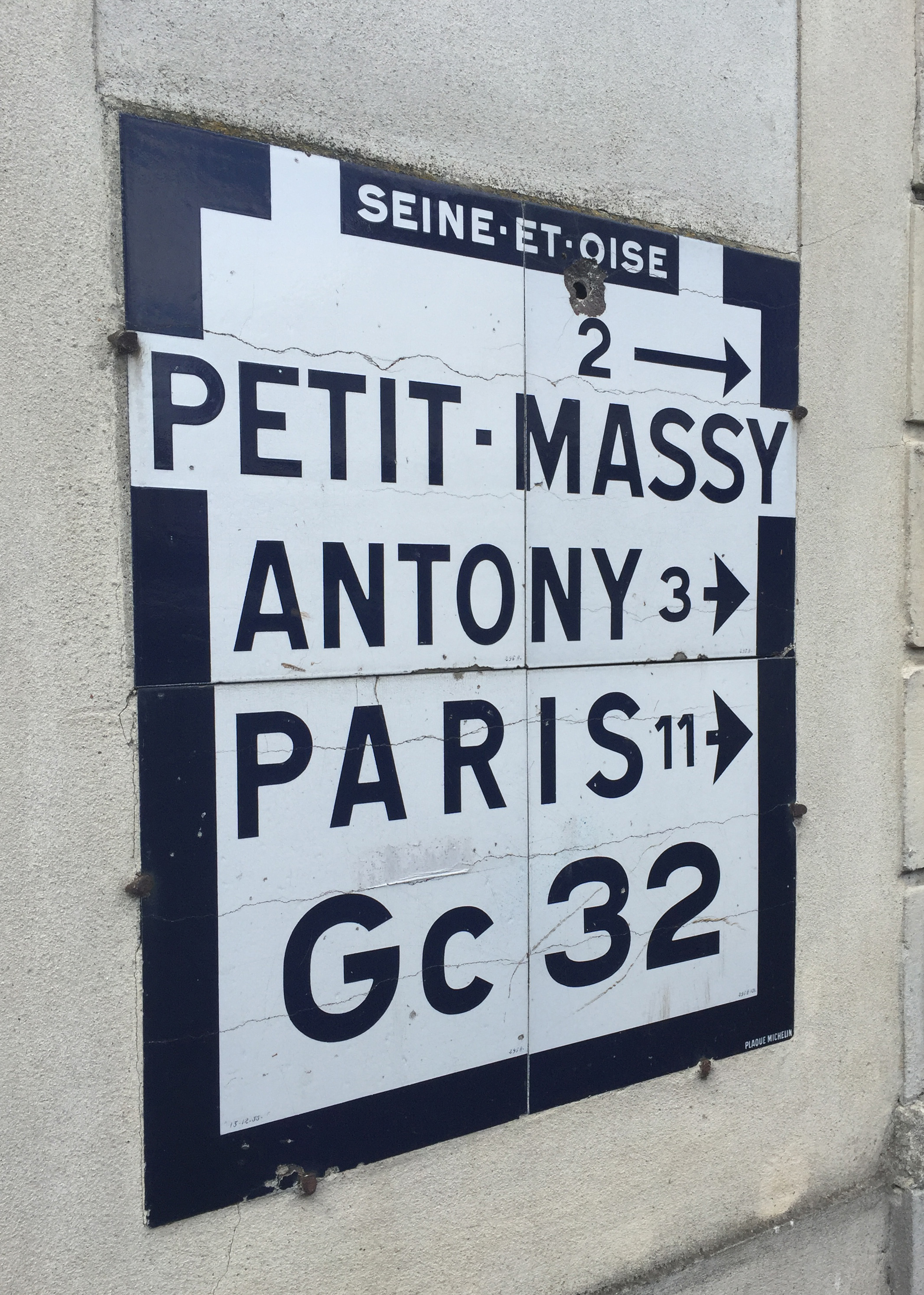
Sinais de trânsito em Wissous.

#### Ligações com oaeroporto de Orly
O Aeroporto de Paris-Orly, segundo aeroporto de Paris, está localizado no sudeste do Wissous. A pista 4 (06/24), que é a mais próxima da comuna está orientada paralelamente a ela, limitando os ruídos dos motores dos aviões nas habitações. A sede do Orlyval Service (oficina de manutenção do material rodante e centro de comando), que opera a linha Orlyval (Estação de Antony - Orly-Ouest - Orly-Sud) está localizada em Wissous. Essa linha corre ao longo da linha C do RER, mas não há nenhuma parada na comuna. A prefeitura argumenta, no entanto, para que a parada seja criada.

## Toponímia

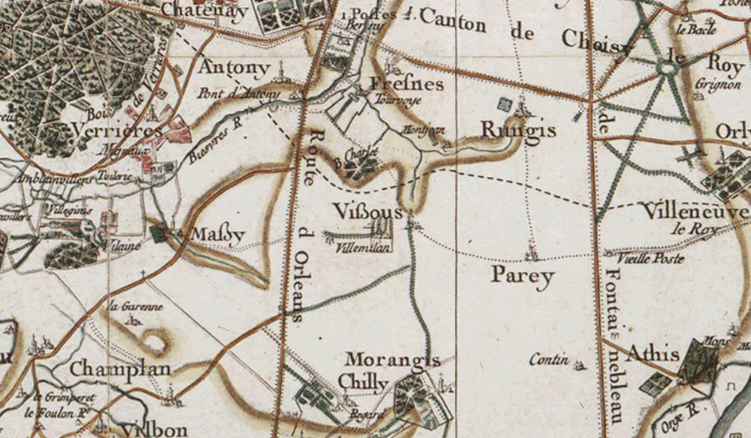
Wissous (escrito Vißous) no século XVII na carta de Cassini.

O nome da localidade é atestado na forma latinizada Vizoor no século XI, Vizeorium no século XII, Viceor no século XVII. Um mapa do século XVII e, p. 26 situa Huissous. Outro mapa de 1740 menciona Uissous, enquanto que a carta de Cassini do século XVII e, p. 28 dá Wißous. A grafia moderna Wissou é enfim claramente visível em um mapa de 1782 e pode estar na origem desta ortografia.
Uma etimologia popular considera o nome da cidade como um composto dos elementos franceses oito (8) e o francês antigo sours, masculino de "source", "fonte", de onde vem o significado geral de "oito fontes". Esta etimologia é baseado em uma vaga semelhança entre elementos antigos isolado tipo Huissous no século XVII e huit sours, mas que não é compatível com a natureza dos mais antigos e com aqueles regularmente certificado. Além disso, não havia nenhuma hidrografia que atestasse a presença de oito fontes.
A hipótese retida por especialistas é na verdade um composto latino * Vicus Suevorum do século VI, isto é o galo-romano * VICU SUEVORU, tornado Vizoor, Viceor pela contração linguística. Esta teoria baseia-se na plausibilidade da evolução fonética * VICU SUEVORU > Vizoor, Viceor e a existência deste tipo de formação toponímica em Vic- (do latim vicus "aldeia" > galo-romano VICU "vila"), como na região parisiense Vigneux (Essonne, Vicus Novus, século VI). O segundo elemento -sous representa a evolução de * SUEVORU < latim Suevorum, genitivo plural de Suevi, termo que designa o povo germânico dos Suevos. Referia-se provavelmente dos laeti "letos, colonos" suevos instalados pelo poder romano no norte da Gália, assim como muitos outros. De fato, a Notitia Dignitatum menciona um Praefectus laetorum Gentilium Suevorum "prefeito dos letos suevos" na região de le Mans.
A ortografia normal deve ter sido * Vissous de acordo com a etimologia e a pronúncia, mas uma má leitura da grafia Vi (porque v poderia notar v ou u em francês antigo) como um Ui, de onde vem a escrita Wi equivalente em francês antigo, é responsável por esta ortografia incomum ao sul da região parisiense. Não há nenhuma razão para ver uma influência fonética alemã na inicial, como em VULPICULU > WULPICULU, VAGINA > WAGINA, etc., porque a evolução fonética regular de [w] em francês central resultou em [g], donde WULPICULU > goupil "raposa", WAGINA > gaine "bainha" (cf. empréstimo erudito vagin "vagina"), além disso, as formas de Vi- são demasiado tardias para sugerir este tipo de influência.
A comuna foi fundada em 1793 com o seu nome atual.

## História

### Antiguidade

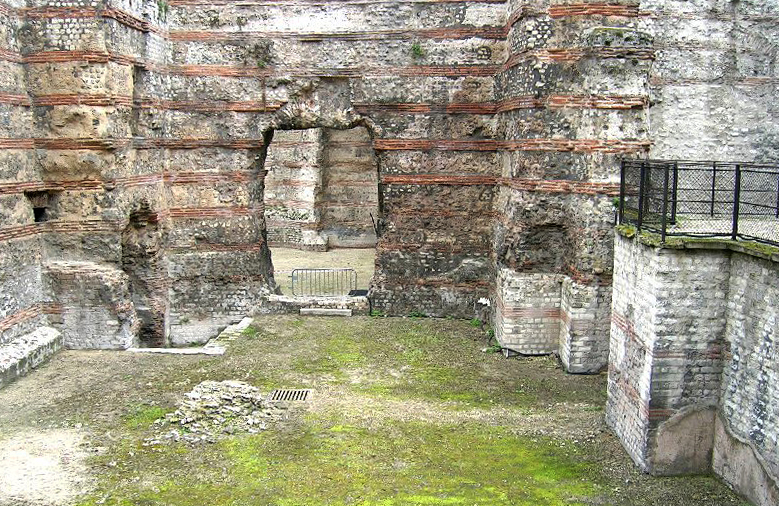
Termas de Cluny em Lutécia, alimentados por um aqueduto de Wissous.

A presença de fontes explica principalmente a ocupação humana na área no final da Pré-história e o início da Antiguidade. As escavações revelaram em particular no nordeste do Wissous vestígios de habitats que datam do período da idade do Bronze tardia e Primeira idade do ferro, mas também nos períodos gaulês e galo-romano.
As escavações realizadas de 2009 a 2011 perto das pistas do aeroporto (rue du Berger), têm permitido a descoberta de uma fazenda gaulesa — Parisii — de mais de dois hectares e datando do século II a.C. O território de Wissous está de fato localizado entre Lutécia (Paris) e Cenabum (cidade próxima de Orleans). A fazenda vivia de cultura de cereais e da criação de animais. O Instituto nacional de pesquisas arqueológicas preventivas descreveu a descoberta como "de amplitude nacional".
Um aqueduto, construído no século I ou no início do século II, para trazer a água para Lutetia (Termas de l'Est e de Cluny) passou sobre o solo da futura comuna. Mais especificamente, sobre a comuna se encontrava uma bacia de captura famosa por sua descoberta da "praça de água galo-romana". Ele centralizava diferentes riachos de fontes perto de Rungis, Chilly-Mazarin e Wissous mesmo.

### Idade Média
As escavações também têm demonstrado a presença de uma população na época merovíngia e carolíngia, mas também o provável agrupamento das diferentes casas de pessoas de lugares únicos.
No século XII, a igreja Saint-Denis foi construída e foi no início do século XXMinistère français de la Culture. «XX». Mérimée (em francês)
```
classificada nos
 
monumentos históricos
.
```

Wissous vivia principalmente do cultivo de cereais, como grande parte da região de Hurepoix que era essencialmente agrícola. A vinha também tinha uma grande importância na comuna, o que, desde 1284, a escrita sinalizava a presença. Em julho, de 1255, o bispo de Paris colocou em servidão contra uma tributação, ponto ratificado no ano seguinte por Luís IX. Cerca de 500 pessoas foram citadas em documentos da época. Uma granja de dízimo foi então construída no século XIII. Ela se manteve ativa até a Revolução Francesa sendo a exploração mais importante da vila e até mesmo a exploração desse tipo a mais importantes do país.
A comuna foi muito marcada pela Guerra dos Cem Anos com a destruição de culturas e um importante declínio da população.

### Época moderna

#### Séculos XVI e XVII
A cidade se tornou um senhorio em 1547-1548. O bispo de Paris o trocou com o capítulo de Notre-Dame contra o senhorio de Créteil. Esta transferência para uma pessoa jurídica permitiu uma diluição dos ativos devido a partilhas de sucessão, uma vez que o capítulo se manteve proprietário até a Revolução.
A comuna é novamente marcada por um conflito, as Guerras de Religião, e a sua igreja é particularmente saqueada pelos huguenotes.
Em 1600, 30 % dos operadores agrícolas de Wissous eram vinícolas e no século XVII esta cifra aumentou para 40 %. Ainda em 1600, a distribuição de terras continuou a ser muito desigual, com mais da metade pertencente ao capítulo, o terço de proprietários parisienses e apenas o restante aos agricultores da comuna.
A Fronda foi um novo período difícil para a comuna e seus habitantes. A primeira escola foi fundada em 1687.

#### Séculos XVIII e XIX
Wissous, longe das grandes vias de passagens, se beneficiou após a construção de uma estrada pavimentada em 1761 em sua proximidade com a estrada ligando Paris para Orleans. A vinha estava na época em queda acentuada. Em 1789, o sinal da diferença entre as pessoas, os registros indicam que 61 % das terras são compartilhados por apenas seis titulares, enquanto 2 % são de 115.
Entre 1792 e 1797, os bens do clero foram vendidos. Wissous foi integrada a Sena e Oise.
Em 1815, durante os Cem Dias, a cidade foi ocupada por tropas inglesas.
Em 7 de novembro de 1824, o balonista Jean-François Dupuis-Delcourt — futuro fundador da Société aérostatique et météorologique de France — realizou, a partir do domínio de Montjean, a primeira ascensão de uma "frota aerostática" experimental. Atingindo uma altitude de 2 600 metros, a frota pousou ao lado de Choisy-le-Roi.
Durante a Guerra Franco-Prussiana de 1870, Wissous foi por seis meses o quartel-general de um estado-maior  de uma divisão prussiana de 12, 000 homens. A população da comuna se refugiou em Paris,.
A cultura da batata ganhou importância. O Arpajonnais, ferrovia secundária sobre a estrada ligando as Halles de Paris a Arpajon e colocada em serviço a partir de 1891, fortaleceu o crescimento agrícola da comuna.

#### Século XX

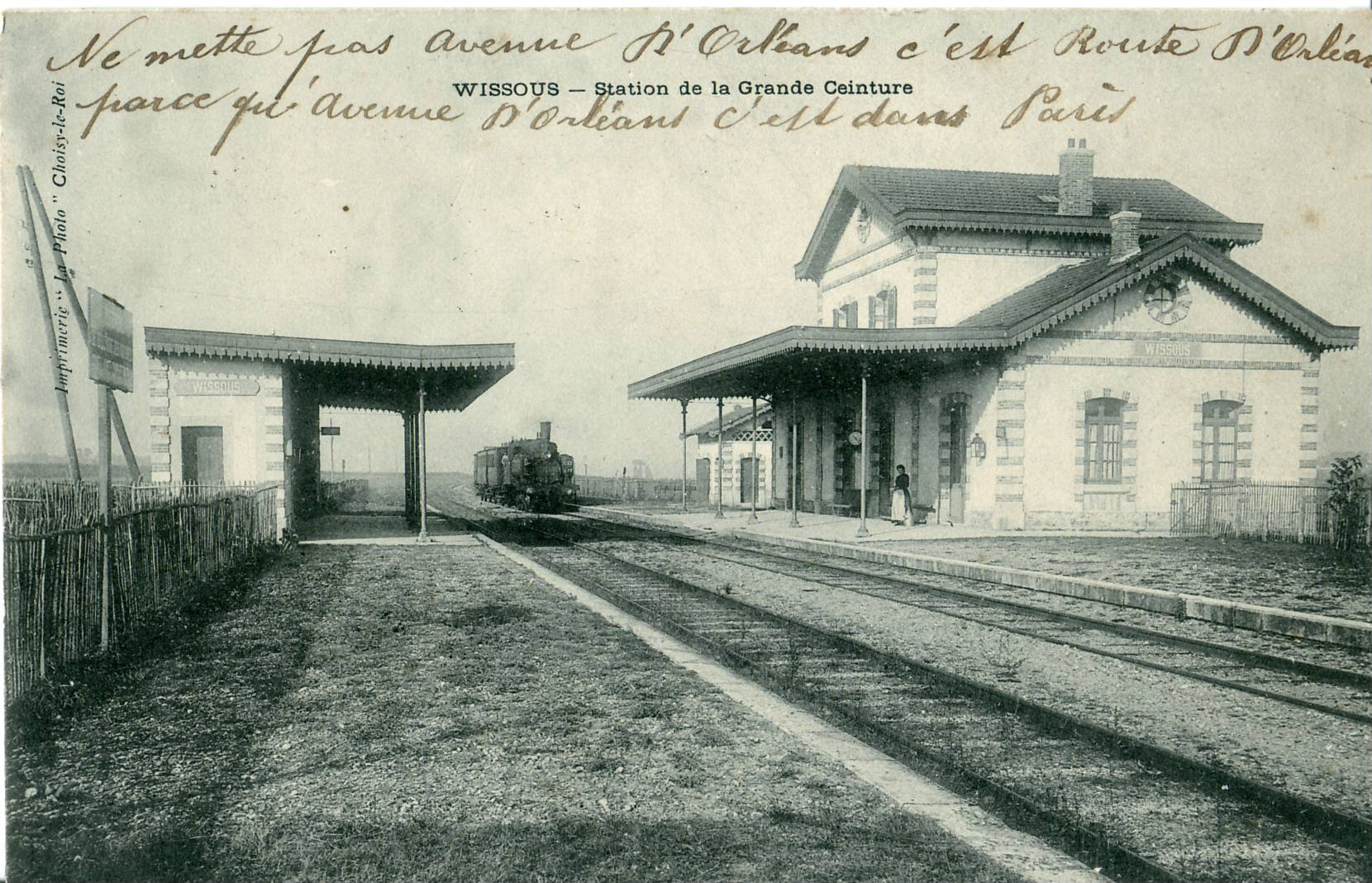
Estação de Wissous sobre a linha da grande cintura de Paris, por volta de 1905.

O crescimento de Wissous, que era então apenas uma grande vila, corresponde à implementação do aeródromo e depois Aeroporto de Paris-Orly em que a relativa platitude do planalto de Longboyau do setor é uma vantagem. A população e as indústrias locais têm aumentado significativamente devido a esta proximidade. A área também é importante na história da aeronáutica, desde que a Porta-Aviação foi localizada na comuna próxima de Viry-Châtillon.
Durante a Primeira Guerra Mundial, o castelo de Montjean servir como um hospital militar nº 219. Um grupo de soldados e servos na defesa antiaérea (DCA) é baseada na comuna, em particular para proteger a área dos zepelins e defender o aeródromo militar de Orly. Os alunos foram privadas de educação após a mobilização do diretor da escola de meninos. 7 % dos habitantes do sexo masculino da comuna morreram nesta guerra.

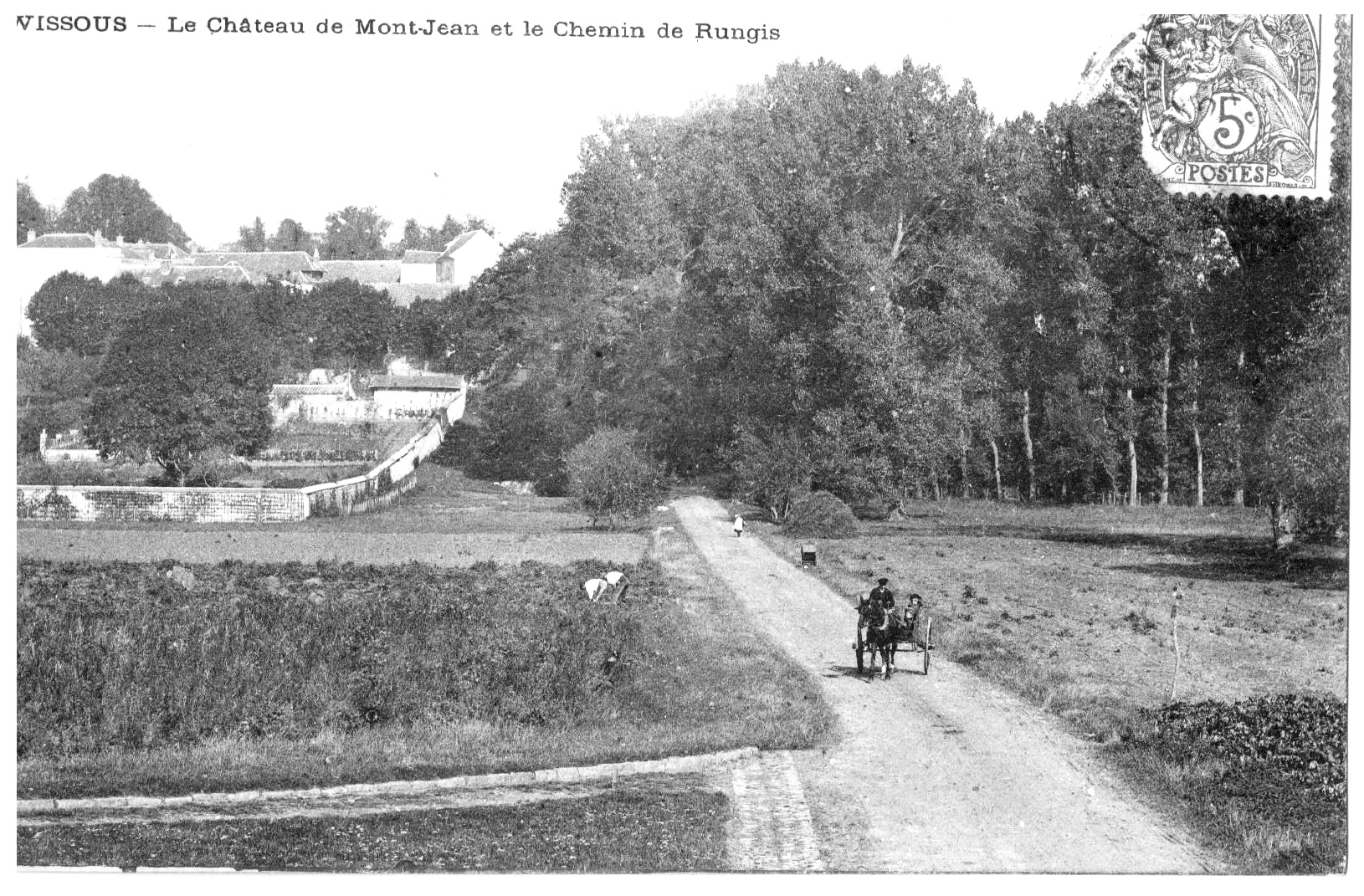
O castelo de Mont-Jean, e a route de Rungis.
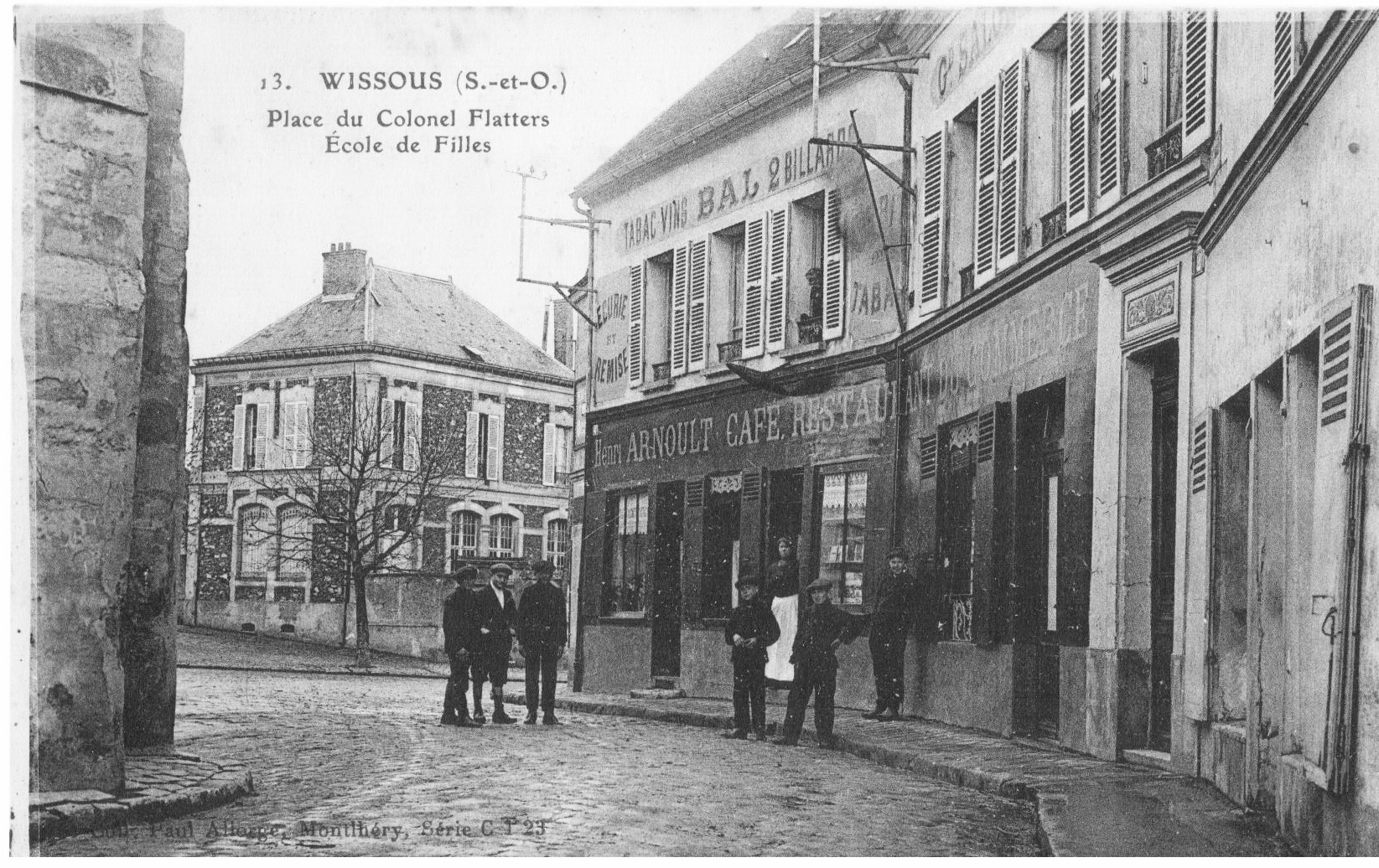
A place du Colonel Flatters.
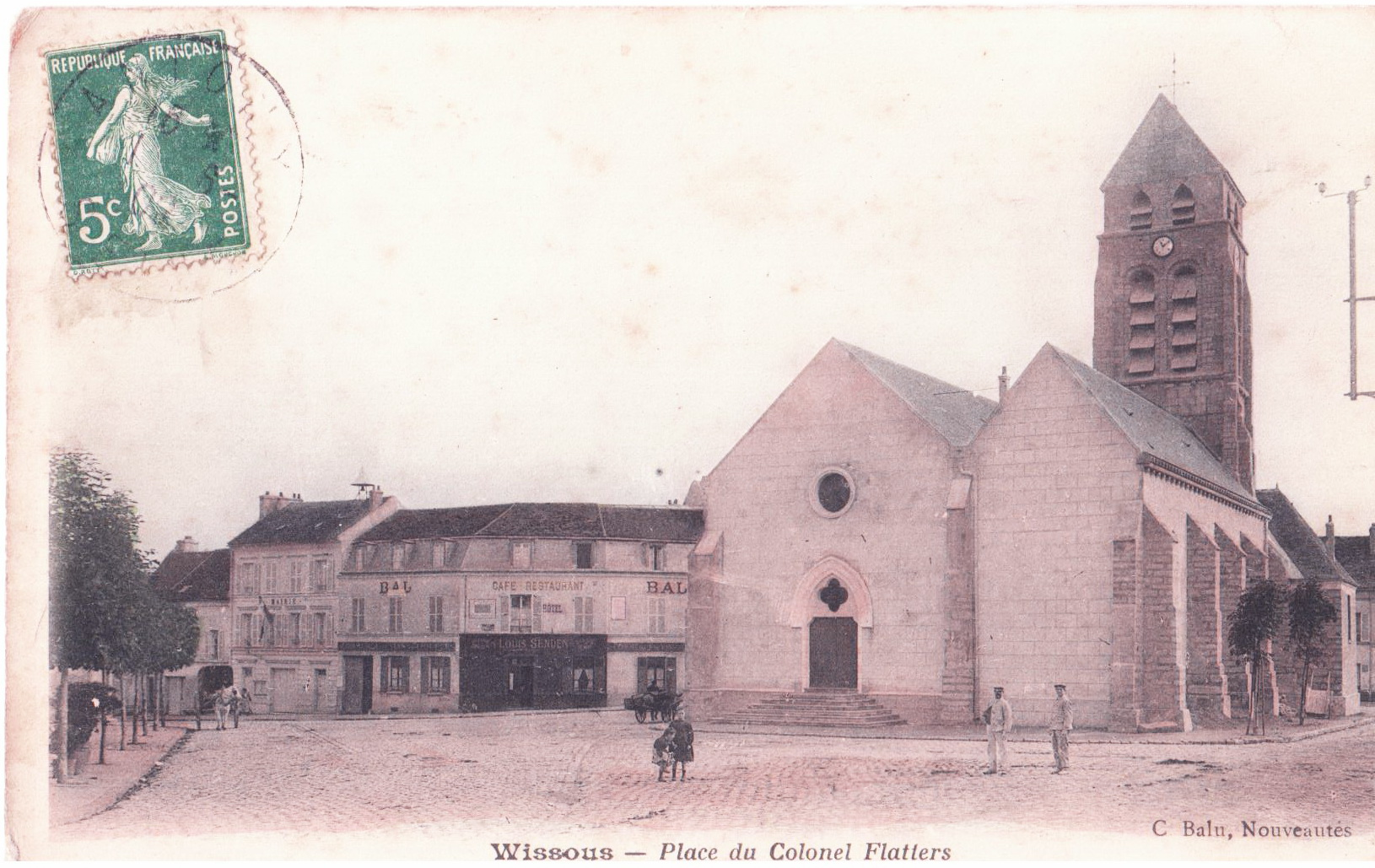
A place du Colonel Flatters.
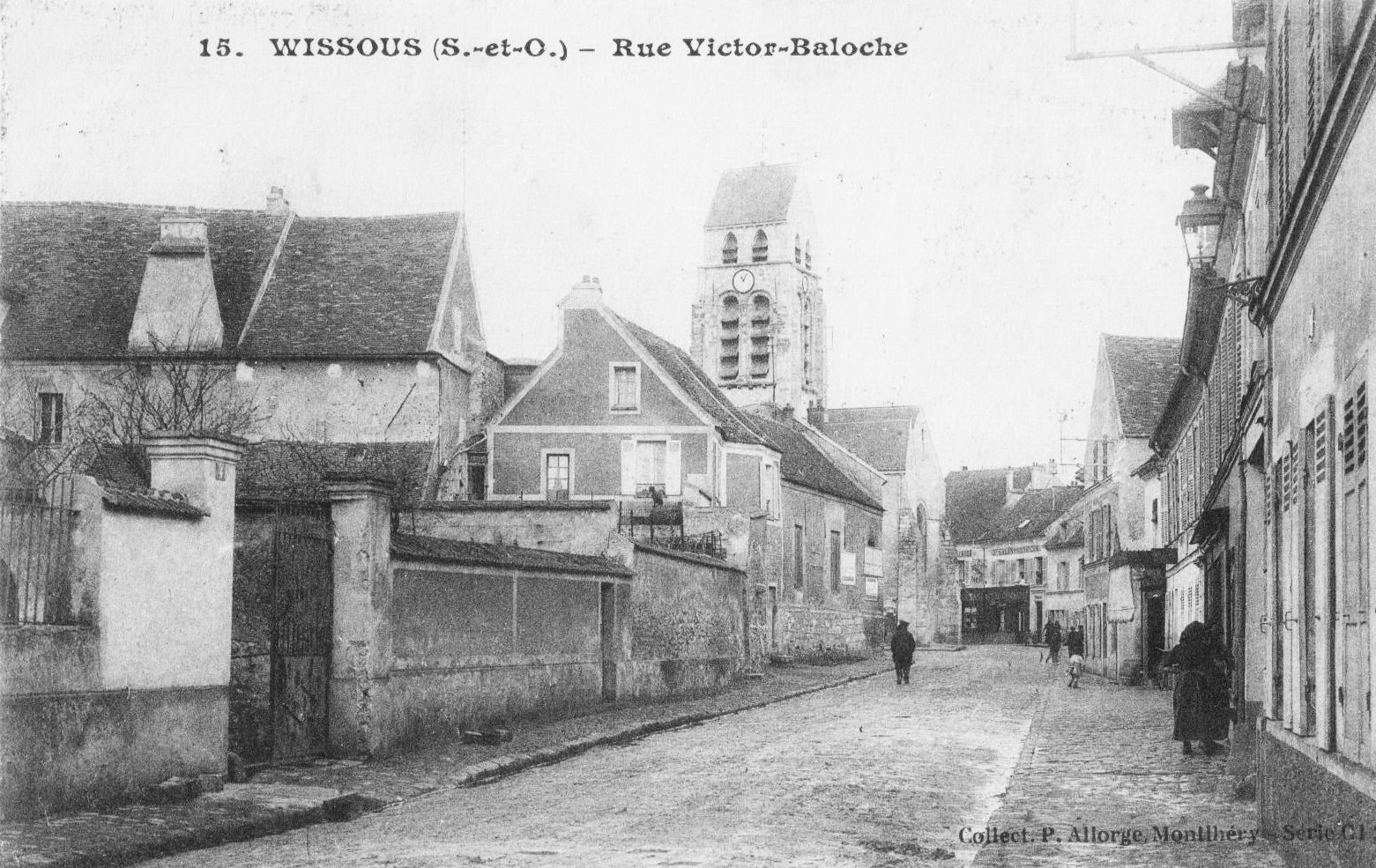
A rue Victor Baloche.

Na época da ocupação alemã durante a Segunda Guerra Mundial, o castelo de Montjean e a área das Les Étangs foram ocupados por tropas alemãs, algumas montadas, e a estação da comuna "foi usada no contexto das deportações de presos políticos da prisão de Fresnes para os campos de concentração de Ravensbrück na Alemanha. Uma bateria alemã de canhões anti-aéreos no trilho foi baseado em Wissous.
Em 6 de fevereiro de 1944, ainda durante a Segunda Guerra Mundial, um Boeing B-17 Flying Fortress americano chamado "Hi Jinx" (e, aparentemente, o seu nome foi alterado para "Old man") da 708e escadrille de 447e Bomb Group (agora 447o Grupo Expedicionário Aéreo) da 8th USAAF da Inglaterra, é atingida por uma bateria de canhões anti-aéreos, talvez um baseado em comum. O avião danificado, o piloto e o tenente Allen S. Reed feridos, o primeiro oficial da tripulação, sub-tenente Arthur L. Clark, preferiu se sacrificar em uma área arborizada da cidade, ao invés de correr o risco de cair sobre as habitações da cidade, enquanto que os outros homens foram mortos ao ejetarem os pára-quedas, como o navegador e sub-tenente Thomas G. Wilkins e o sub-tenente James A. Campbell. A área de destino para aterrissagem de fortuna, "Domaine Les Étangs", é uma das maiores e mais antigas propriedades da cidade. Na memória dos aviadores e graças aos testemunhos de sobreviventes, sobre o heroísmo do controlador, ele foi renomeado para "Domaine Les Étangs - Espace Arthur-Clark". Transformado em um parque comunal, as passagens tem tomado o nome de cada membro da tripulação, uma placa foi colocada, um memorial erguido e uma cerimônia que é realizada anualmente no dia 6 de fevereiro na memória dos quatro combatentes que tiveram sua morte, todos com quase vinte e cinco anos.
A resistência alemã para Wissous foi "feroz". A cidade foi finalmente liberada em 24 de agosto de 1944 por uma coluna da 2a divisão blindada do general Philippe Leclerc de Hauteclocque e liderados pelo general Jacques Branet ou Louis Warabiot (segundo fontes), poucas horas após a partida das tropas alemãs. No entanto, três soldados alemães foram mortos e 82 feitos prisioneiros.
Nas décadas de 2000 e 2010, uma importante política de criação de uma nova habitação é implementado. Isso levou a um aumento de 50 % da população no período de 2012-2013. Em 2010, o problema é também o desenvolvimento da plaine de Montjean, ao lado de Rungis e Fresnes.

## Geminação
Wissous desenvolveu associações de geminação com:
- , localizada a 313 quilômetros ;
- , localizada a 1 136 quilômetros ;
- , localizada a 440 quilômetros.

## Cultura e patrimônio

### Personalidades ligadas à comuna
- Noël de Jourda (1705-1788), marechal de França.
- Jean-François Dupuis-Delcourt (1802-1864), aeronauta e fundador da Société aérostatique et météorologique de France. Ele realizou em 1824, a partir do domínio de Montjean, uma experiência com aeróstato.
- François de Chasseloup-Laubat (1754-1833), general.
- Ernest Mouchez (1821-1892), astrônomo et contra-almirante.
- Paul Flatters (1832-1881), militar e explorador.
- Guillaume Bigourdan (1851-1932), astrônomo e genro de Ernest Mouchez.
- Gaston Henry-Haye (1890-1983), político.
- Jean Robic (1921-1980), ciclista
- Marc Lavoine (1962-), cantor e ator.

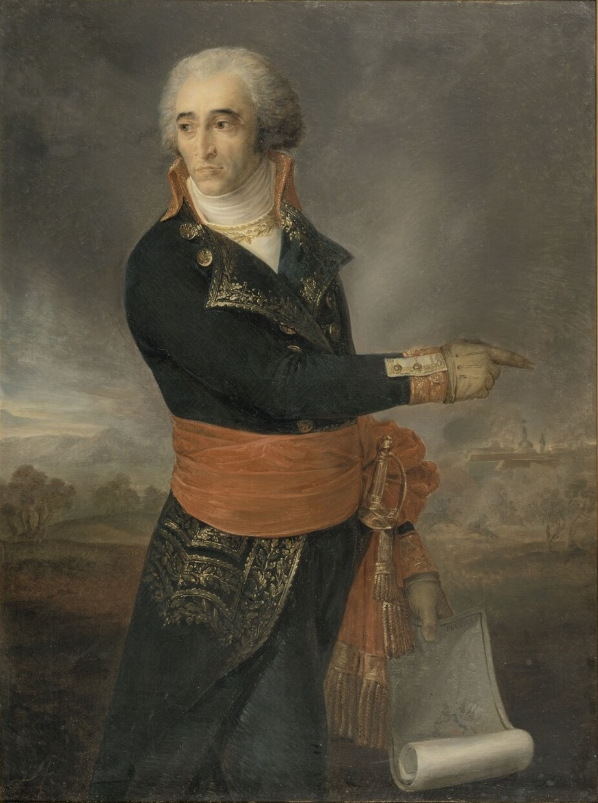
François de Chasseloup-Laubat escola, a divisão geral de engenharia.
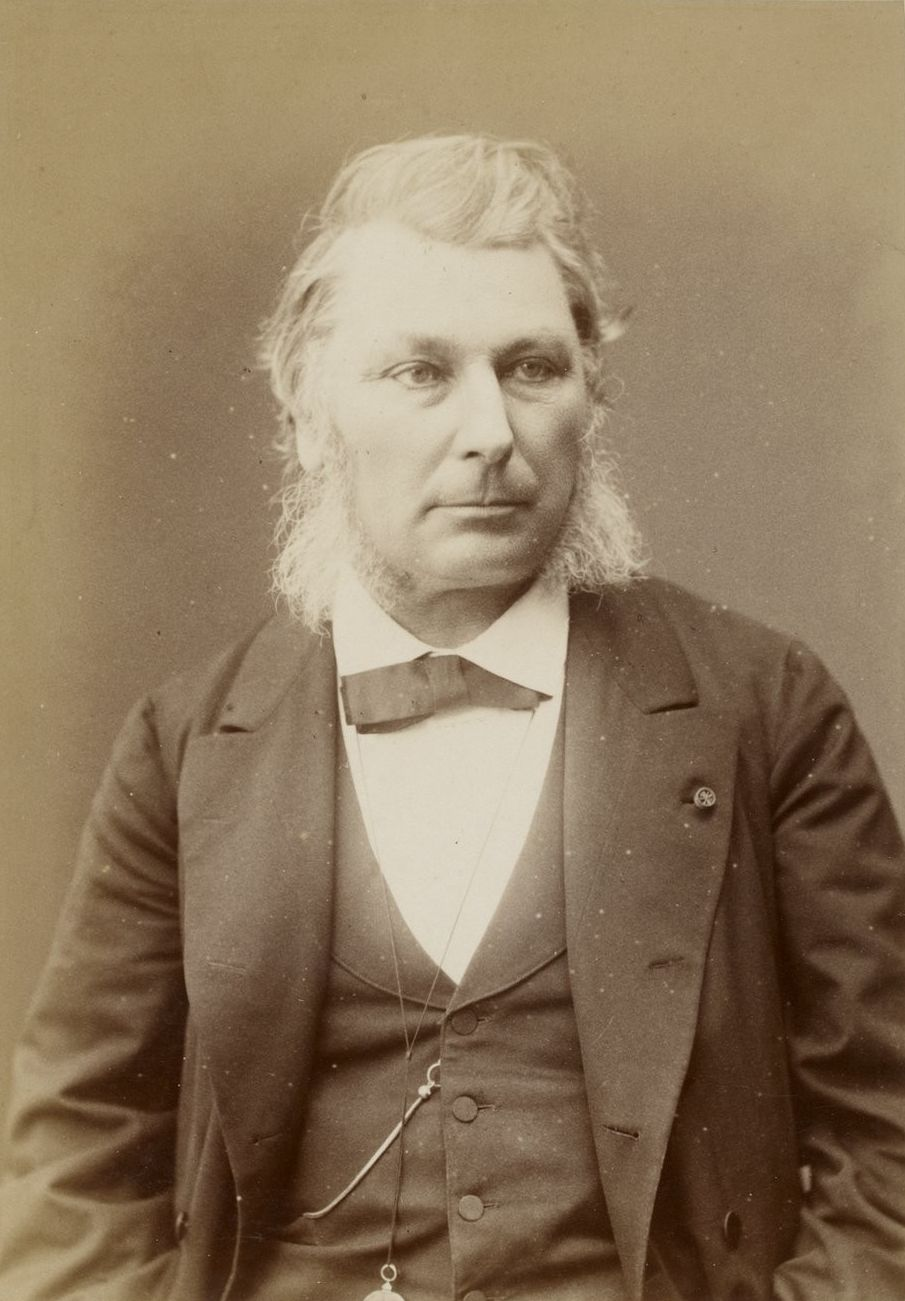
Ernest Mouchez, diretor do Observatório de Paris.
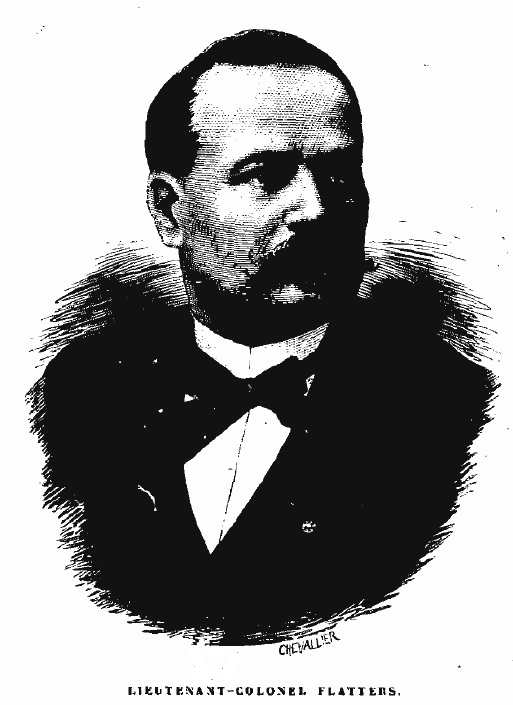
Paul Flatters, militar e explorador.
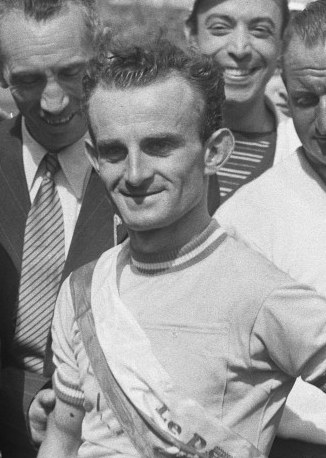
Jean Robic, ciclista.
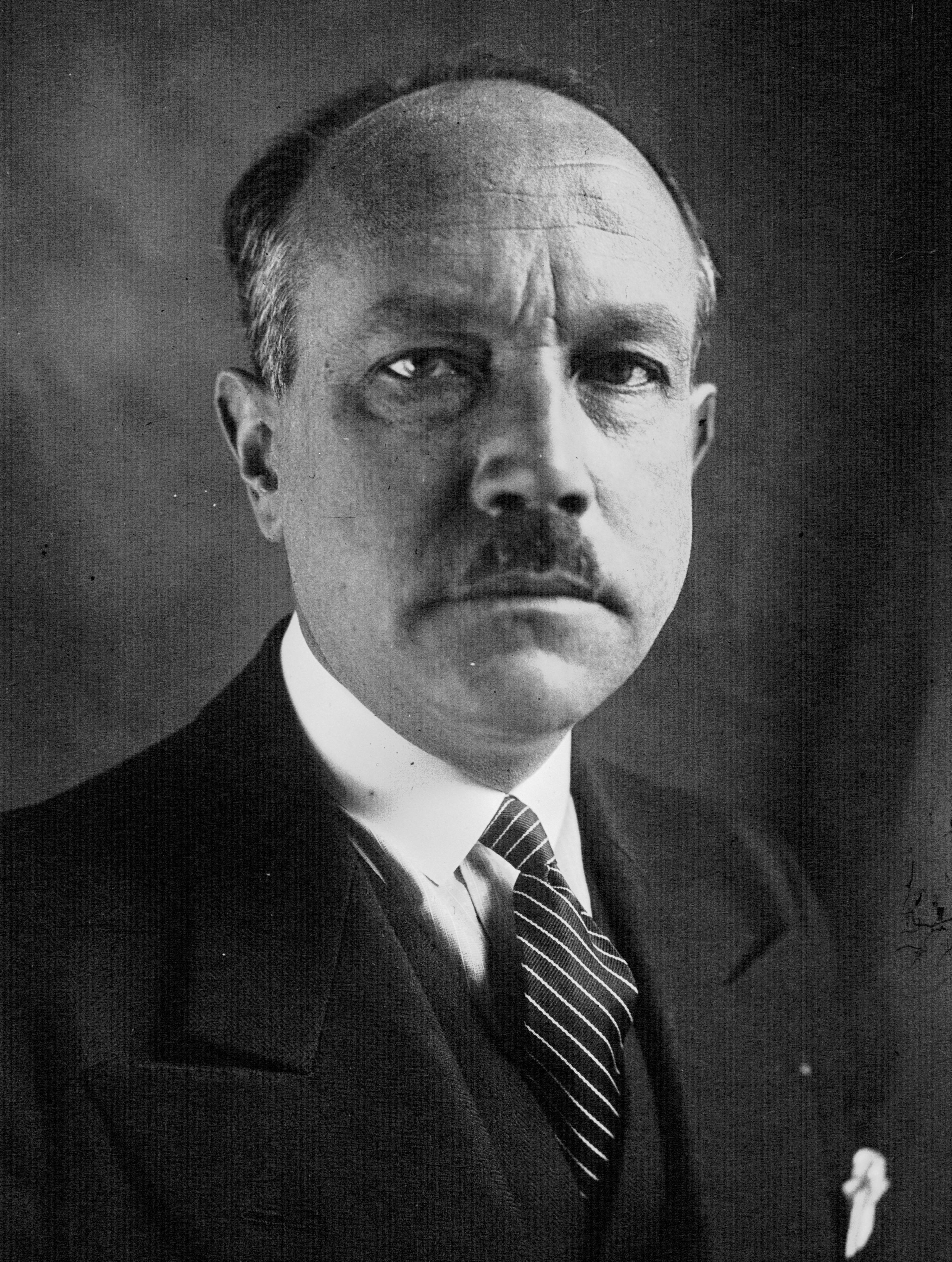
Gaston Henry-Haye, político.
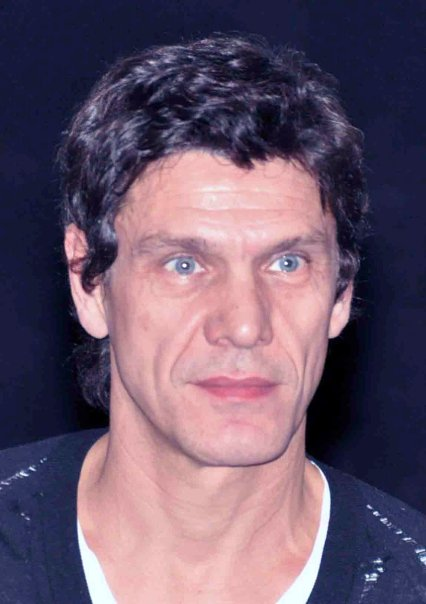
Marc Lavoine, cantor e ator.